# 托尔莫辛农村居民点
托尔莫辛农村居民点（俄语：Тормосиновское сельское поселение）是俄罗斯联邦伏尔加格勒州切尔内什科夫斯基区所属的一个农村居民点。其下辖有6个居民点，行政中心为托尔莫辛。据2016年统计，该农村居民点的人口为1656人。